# Kneževina Moldavija
Kneževina Moldavija, notranje avtonomna vladavina na ozemlju med Vzhodnimi Karpati in Dnestrom, v obdobju 1360 – 1862.
Kneževina Moldavija je nastala z odcepitvijo od kraljevine Ogrske. Njen prvi veliki vladar je bil knez (hospodar) Aleksander Dobri, ki je kneževino, naseljeno s pravoslavnim prebivalstvom, notranje utrdil in zavaroval trgovsko pot po  Dnestru med Poljsko in Črnim morjem. Dve generaciji za njim je pod Štefanom Velikim kneževina dosegla višek moči. Štefan ji je z neumornim bojevanjem proti osmanskim Turkom zagotovil široko prepoznavnost, ni pa uspel prepričati krščanske Evrope, da bi se vključila v boj proti Turkom, ki so vse bolj pritiskali na Balkan; tako je moral tudi Štefan nazadnje pristati na plačevanje turškega davka. 
Štefanovi nasledniki niso imeli občutka za politiko in državotvornost in kneževina je vse bolj tonila v odvisnost od Turkov. Še vedno je kneze postavljal zbor moldavskih plemičev, vendar je bila odločilna potrditev Porte, ki je za svoj pristanek terjala visoko podkupnino, ki so si jo pretendenti za prestol navadno izposodili. Ko so prišli na oblast, so iz prebivalstva, poleg turškega davka, na hitro iztisnili še denar za vračilo posojila in za svojo bogatitev.
Leta 1600 je prišlo do kratkotrajne združitve treh romunskih kneževin, Vlaške, Moldavije in Transilvanije pod oblastjo vlaškega kneza Mihaela Hrabrega. Vendar poljski kralj Sigismund III. te združitve ni podprli. Na Balkan je poslal vojsko, ki je prodrla vse do Bukarešte in zamenjala vlaškega kneza. Tudi v naslednjih letih je Poljska-Litva še večkrat poskušala z vojsko prevzeti nadzor nad Moldavijo, vendar je tam po letu 1620 ponovno v celoti prevladal turški vpliv.
Ob koncu 17. stoletja je carska Rusija dobila dostop do Črnega morja in moldavski knezi so se začeli ozirati za pomočjo k po veri sorodni sosedi. Odkar se je leta 1711 moldavski hospodar Dimitrij Cantemir pridružil Petru Velikemu v boju proti Turkom, turški sultani niso več zaupali narodnim knezom in so na moldavski prestol začeli postavljati izključno člane bizantinskih rodbin iz konstantinopelske četrti Fanar, fanariote. Ti so si že prej kot prevajalci in diplomati (znali so evropske jezike) pridobili naklonjenost turškega dvora. Romuni so si zapomnili obdobje njihovega vladanja kot čas največjih zlorab oblasti in korupcije, čeprav je tudi res, da so bili med fanarioti tudi dobri vladarji, ki so stremeli po napredku in kulturi.
Po volji velikih sil, ki so pred in po napoleonskih vojnah krojile evropsko politiko, je morala Moldavija leta 1775 Habsburškemu cesarstvu prepustiti Bukovino, in leta 1812 carski Rusiji ves svoj vzhodni del, Besarabijo. Po rusko-turški vojni (1828-29) sta Moldavija in Vlaška postali ruski protektorat, ki naj bi trajal, dokler v vojni poražena Turčija zmagoviti Rusiji ne bi povrnila vojne škode. Čas ruske okupacije je kneževinama prinesel prvi kvaziustavi, ki sta bili prva dokumenta, ki sta kneževini obravnavala skupaj. Pojavile so se tudi okoliščine za ustanovitev moldavske narodne stranke, ki se je aktivno zavzemala za združitev kneževin.
Ruski protektorat se je uradno končal po ruskem poraz v krimski vojni (1856). Velike sile, zmagovalke v vojni, so Moldaviji in Vlaški odobrile sestavo ločenih narodnih skupščin, ločenih vlad in ločenih prestolov. Vendar je narodni stranki uspela kandidatura in potem tudi izvolitev istega kandidata, Aleksandra Ivana Cuze, na oba prestola (1859). Kneževini sta se tako najprej povezali v personalni uniji. Po številnih diplomatskih posvetovanjih so velike sile tri leta kasneje priznale enotno državo z nazivom »Združeni romunski kneževini«, predhodnico kraljevine Romunije.

## Kot del ogrske kraljevine
Ogrski kralj Karel I. je leta 1324 poslal vojsko preko Karpatov na območje Zlate horde, da bi razširil svojo oblast in katoliško vero proti vzhodu, na ozemlje, ki ga je naseljevalo pravoslavno prebivalstvo. V bojih s Tatari je njegova vojska zmagovala v letih 1342 in 1345. Boji s Tatari so ponehali s smrtjo kana Džanibega (1357), ko so se njegovi nasledniki začeli med seboj boriti za vodilni položaj v kanatu.
Leta 1353 je ogrski kralj Ludvik I. poslal preko Krpatov Dragoșa, ki ga viri omenjajo kot vlaškega kneza v ogrski pokrajini Maramureș, z namenom, da ob reki Siret zgradi obrambno črto, ki bo proti Zlati hordi varovala ogrsko vazalno državo, ki je se je oblikovala okrog središča v Baiji (ali Târgu Moldovei).

## Osamosvojitev od Ogrske
Leta 1359 (morda pa šele 1365) je drug knez iz Maramureșa, Bogdan I. (vladal 1359-67), na svojo roko prekoračil Karpate in zavzel ogrsko vazalno državo, ki ji je vladal Dragoșov sin Sas. Bogdan ni priznal ogrske suverenosti in je tako postal ustanovitelj Moldavije, po Vlaški druge neodvisne romunske kneževine s pravoslavnim prebivalstvom. Bogdana se je oprijelo ime Bogdan Ustanovitelj (Întemeietorul), prvi v dinastiji Bogdan-Mușat. Koval je že svoj denar. Njegova vladavina se je raztezala na območju Baije in Sireta (južni del Moldavije je bil še vedno pod Tatari). Bogdan je prestolnico prenesel v mesto Siret. 
Leta 1367 ali 1368 je Bogdana I. nasledil njegov sin Lațcu (1368-75)  Neodvisnost od ogrske je skušal utrditi s prestopom v rimokatoliško vero. Pri papežu (Urbanu V. in potem Gregorju XI.) je dosegel, da je ta dal v Siretu ustanoviti škofijo (leta 1371 jo je posvetil krakovski nadškof), ki je bila neposredno podrejena papežu. Vendar je dežela večinsko ostala pravoslavna. Po letu 1372, ko je ogrski kralj Ludvik I. postal še poljski kralj, je moral tudi Lațcu priznati Ludvikovo suverenost.
Lațcuja je leta 1375 nasledil nečak Peter II./I. Mușat (sin neznanega sina Bogdana I.) (1375-1391). Skrbel je za dobre odnose s sosedi, predvsem s Poljsko. Leta 1387 se je poklonil poljskemu kralju Vladislavu II., ki je Moldavijo proglasil za poljski fevd (kar je formalno ostala vse do leta 1497). Leta 1388 je poljskemu kralju posodil 3.000 srebrnih rubljev  in dobil od njega v zastavo pokrajino Pokutijo . Ustanovil je trdnjavo in samostan Neamț (v pokrajini s središčem v Târgu Neamț). Knežji sedež je prestavil v Suceavo (1388), kar je bil tudi začetek ugašanja katoliške škofije v Siretu. Proti volji konstantinopelskega patriarha je podprl pravoslavnega škofa Iosifa v Cetatea Albi, zaradi česar ga je patriarh izobčil. Razširil je svojo oblast proti jugu v delto Donave.
Petra je nasledil njegov brat Roman I. Mușat (1391-94). V njegovem času je Moldavija že obsegala vsa ozemlja med Karpati in Dnestorm. Bil je prvi moldavski vladar, ki se je imenoval »vojvoda od gora (Karpatov) do obale (Črnega morja)« ali »knez Moldavije od Karpatov do morja«. Pod njegovo oblast je prišla tudi pomembna trdnjava na desnem bregu ustja Dnestra Cetatea Albă (danes na lokaciji mesta Bilgorod-Dnistrovski) prej znana kot turški Akkerman. Tudi Roman je prisegel zvestobo poljskemu kralju Vladislavu II. Leta 1393 pa je podprl kneza Podolije  Fjodora Koriatoviča v vojni proti Poljski-Litvi. Po porazu pri Bratskavu (danes v Ukrajini ob Južnem Bugu, včasih center Vzhodne Podolije) se je moral na poljsko zahtevo odpovedati prestolu v korist sina Štefana I. Dal je zgraditi prvo cerkev in utrdbo v mestu Roman, ki nosi njegov ime.
Tudi Štefan I. (1394-99) je priznal suverenost Poljske. Naraščajočemu poljskemu vplivu v Moldaviji so Ogri leta 1385 hoteli napraviti konec z vojaškim pohodom, ki pa se je končal za ogrsko vojsko neuspešno. Štefan se je leta 1399 s svojo vojsko udeležil bitke pri reki Vorskli. Proti mongolski vojski Timur Lenka se je boril na strani litvanskega kneza Vitautasa in v bitki izgubil življenje.
Po Štefanu je nekaj mesecev vladal knez Jurij (Iuga, 1399-1400), o katerega poreklu zgodovinarji le ugibajo. Leta 1400 ga je, verjetno s pomočjo vlaškega kneza Mircea I., s prestola vrgel Aleksander Dobri (1400-32), sin Romana I., ki je potem vladal 32 let. Njegovo vladanje je bilo eno najuspešnejših v moldavski zgodovini. Z vrsto reform je notranje utrdil kneževino. Gojil je prijateljstvo s kneževino Vlaško in kraljevino Poljsko. Dal je utrditi trdnjave ob Dnestru in zgraditi nove, ki so zavarovale trgovsko pot iz Poljske v Črno morje. Razširil je moldavski črnomorski pristanišči Cetatea Albă in Kilija (slednja v delti Donave). Bil pa je tudi priča prvih spopadov z osmanskimi Turki, ki so leta 1420 prvič napadli Cetateo Albo.
Po dolgem Aleksandrovem vladanju je nastopila globoka nasledstvena kriza, v kateri so se njegovi nasledniki v zaporednih državljanskih vojnah več kot dve desetletji borili za oblast. Leta 1449 je s pomočjo ogrskega regenta Ivana Hunjadija prestol zasedel Aleksandrov nečak Bogdan II. (1449-51), katerega pa je že leta 1451 zahrbtno umoril Peter Aron (Petru IV./III. Aron), Aleksandrov nezakonski sin. Ta se je, ob vmešavanju ogrskega kralja Matije Korvina v moldavske notranje zadeve, boril za oblast s tekmecem Aleksandrom II. (Alexăndrelom, sinom Iliașa) in se z njim trikrat zamenjal na prestolu, preden se ga je znebil. Kot prejšnji moldavski knezi je tudi Aron priznaval suverenost poljskega kralja (Kazimirja IV.) in poljskim trgovcem zagotavljal privilegije. Da bi zaščitil svoje južne meje, je začel plačevati davek tudi turškemu sultanu Mehmedu II. Osvajalcu.

## Kneževina Moldavija na višku moči in ugleda
Petra Arona je ob pomoči vlaškega kneza Vlada III. Tepeša premagal sin Bogdana II., Štefan Veliki (1457-1504) in ga zamenjal na prestolu. V času Štefanovega vladanja, ki je trajalo 47 let, se je Moldavija notranje utrdila in dosegla navzven višek moči in ugleda.
Štefan se je povezal s poljskim kraljem Kazimirjem IV. Zavzel je pomembno ogrsko trdnjavo na Donavi Kilijo in v bitki pri Baiji (1467) proti ogrskemu kralju Matiji Korvinu obranil suverenost kneževine. Potem ko je pri mestu Târgu Neamț zaustavil vdor tekmeca Petra Arona, ga ujel in dal usmrtiti, je leta 1473 Turkom nehal plačevati davek in se začel proti njim boriti. Leta 1475 je v bitki pri mestu Vaslui mnogo številčnejši turški vojski z vojaško zvijačo zadal zelo hud poraz. Protiudarec sultana Mehemda II. naslednje leto je bil silovit, a ne usoden, saj mu ni uspelo zavzeti ključnih moldavskih trdnjav in se je moral zaradi bolezni v vojski umakniti.
Štefan si je zaman prizadeval, da bi za boj proti Turkom pridobil pomoč iz krščanske Evrope. Zavezništvo sosednje kneževine Vlaške si je skušal zagotoviti tako, da je večkrat vdrl vanjo in na njeno čelo postavil svojega človeka, a so Turki vsakokrat na vlaški prestol vrnili prejšnjega vladarja ali prisilili novega, da jim je prisegel zvestobo. Ko so leta 1479 s Turki sklenili mir Benečani, Ogri in Poljaki, Štefanu ni preostalo drugega, kot da je Turkom obljubil, da bo spet plačeval davek. A tedaj je umrl sultan Mehmed II. (1481) in spor med njegovima sinovoma je Štefanu ponovno vzbudil upanje na uspeh; spet se je začel boriti. Vendar je bil prešibak. Novi sultan Bajazid II. je leta 1984 zavzel Kilijo in Moldavijo, njegov krimski vazal Mengli I. Geraj pa trdnjavo-pristanišče v ustju Dnestra Cetateo Albo (danes Bilgorod-Dnistrovski). Bajazid je zapustil Moldavijo šele, ko se mu je prišel Štefan poklonit osebno.
Štefan se je po smrti poljskega kralja Kazimirja IV. zapletel v spopad z njegovim naslednikom Ivanom Albertom. Odvrnil je poljski napad na moldavsko prestolico Suceavo in leta 1499 s Poljsko-Litvo sklenil mir. Bil je donator mnogih cerkva in samostanov in spodbujal je pisanje letopisov in cerkvenih spisov po bizantinskem vzoru.

## Nasledniki Štefana Velikega
Štefanov naslednik, edini zakonski sin Bogdan III. Enooki (1504-1517), je začel vojno s Poljsko, ker mu poljska kralja Aleksander in Sigismund I. nista hotela dati za ženo svoje sestre Elizabete. Odnehal je šele, ko je Sigismund I. blizu Hotina porazil njegovo vojsko (1509). Ko pa so Tatari leta 1511 zavzeli velik del Moldavije in odpeljali 74.000 prebivalcev v suženjstvo, so Poljaki Bogdanu naslednje leto pomagali spet zavzeti ozemlje. Ker pa so Tatari še naprej ogrožali Moldavijo, je Bogdan prosil Visoko porto za zaščito in jo tudi dobil za ceno plačevanja davka. Odtlej je bila odvisnost Moldavije od Turkov že tolikšna, da so se začeli vmešavati v moldavske notranje zadeve.
Tudi Peter V./IV. Rares (1527-38, 1541-46), nezakonski sin Štefana Velikega, ni imel občutka za politiko. Njegovo zapletanje v bojevanje med Habsburžani in rodbino Zapolja v Tansilvaniji moldavski kneževini ni prineslo koristi. Poskusil je okupirati Prokutijo, a bil od Poljakov dvakrat poražen. Zameril se je sultanu Sulejmanu Veličastnemu, da ga je odstavil s položaja. Ko ga je leta 1541 vrnil na prestol, se je Peter z velikim posojilom navdušeno vključil v priprave na križarsko vojno proti Turkom, ki pa je bila opuščena, potem ko krščanski vojski pod vodstvom brandenburškega volilnega kneza Joachima II. Hectorja leta 1542 ni uspelo zavzeti Budima. Peter pa je bil svojemu očetu podoben v naklonjenosti Cerkvi in umetnosti. S pomočjo žene Jelene  je dal zgraditi vrsto cerkva, med drugimi na lokacijah Baia, Botoșani, Hârlău, Târgu Frumos in Roman. Njegova najlepša zapuščina je samostan Probota.
Spori med plemiči, ki so imeli na moldavskem zboru pravico izvoliti kneza, so postajali vse nasilnejši, pritožbe opozicijskih plemičev na turškem dvoru, ki je imel navadno odločilno besedo pri namestitvi kneza, pa stalnica. Aleksander Lăpușneanu (1552-61, 1564-68) nezakonski sin Bogdana III., ki je prišel na prestol s poljsko pomočjo, potrdil pa ga je tudi sultan Sulejman Veličastni, je kaj hitro prišel v konflikt s plemiči, ki so ga nameravali zamenjati z mlajšim sinom Petra V. Raresa. Aleksander je zaroto odkril in zarotnikom zaplenil premoženje. Prisegel je zvestobo poljskemu kralju Sigismundu II. Avgustu, kar pa ni bilo všeč Habsburžanom in tudi ne Turkom. Slednje je Aleksander zadovoljil z veliko vsoto denarja. Očitno pa je imel še več denarja in spretnosti Ioan Jacob Heraclides (1561-63), malteški Grk, vojak, pustolovec in intelektualec, pri Romunih znan kot Despot Vodă, ki je uspel Aleksandra vreči s prestola. Ker pa se je navduševal za protestantizem in pravoslavnim vernikom prepovedal čaščenje ikon, je kmalu zgubil vsako podporo. Plemiči so mu pripravili zaroto in ga ubili. Na prestol se je z velikim denarnim vložkom vrnil Aleksander, se kruto maščeval nasprotnikom, jih dal veliko pobiti, jim zaplenil premoženje in del tega razdelil med svoje pristaše. Moldavsko prestolnico in metropolijo je iz Suceave prestavil v Iași.
Ivan III. Strašni (Ioan Vodă cel Viteaz, 1572–1574), sin Štefana IV. in vnuk Bogdana III., si je svoj vzdevek prislužil, ker je z eksemplaričnimi eksekucijami ustrahoval neposlušno plemstvo. Preprosti ljudje so občudovali njegovo odločnost pri zatiranju korupcije. Bil je zadnji knez, ki se je odkrito upiral Turkom. Povezal se je z ukrajinskimi kozaki in dosegel uspehe proti Turkom in njihovim vazalom Krimskim Tatarom v bitki pri Jiliște in v obleganjih trdnjav Brăila, Tighina in Cetatea Albă. Ko pa bi se moral pri jezeru Cahulul spopasti s 150.000 glavo turško vojsko, je svoje vojake in zaveznike obvaroval smrti tako, da se je predal Turkom, ki so ga razčetverili. Po Ivanovi smrti je dežela padla v političen kaos s pogostimi turškimi in tatarskimi vpadi in ropanji.
Moldavske kneze – hospodarje je načeloma volil zbor moldavskih plemičev, dotlej največ iz rodbin Bogdan-Mușat in Basarab (veja Drăculești). S kandidatom se je seveda morala strinjati Visoka porta, ki je za svoj pristanek navadno zahtevala visoko podkupnino. Koncem 16. stoletja pa so se začeli v postavljanje knezov močneje vtikati tudi Poljaki, ki so si na moldavskem prestolu želi člana rodbine Movilești, ki je bila sorodstveno povezana s poljsko magnatsko rodbino Potocki.

## Povečan vpliv Poljske-Litve
Leta 1595 je prišel na položaj moldavskega hospodarja vojskovodja Štefan Răzvan, ki je bil naklonjen povezovanju s kneževinama Transilvanijo in Vlaško in pristaš Habsburžanov. To ni bilo v interesu Poljske-Litve. Poljski hetman Jan Zamoyski je vdrl v Moldavijo in na čelo kneževine kot poljskega vazala postavil Jeremijo Movilo (1595-1600, 1600-06). Zamoyskega je pri Cecori (Țuțora v območju mesta Iași) obkolila vojska Krimskih Tatarov. Ko pa njegovega tabora ni mogla zavzeti in se je umaknila, je Movilo priznala tudi Visoka porta.
Oktobra 1599 je vlaški knez Mihael Hrabri zavzel Transilvanijo, nekaj mesecev za tem vdrl v Moldavijo in pregnal Jeremijo, ki je zbežal na Poljsko. Mihael Hrabri (1600) je prevzel oblast nad vso Moldavijo razen Hotina, ki je ostal v poljskih rokah, in se proglasil za vojvodo Vlaške, Transilvanije in Moldavije. Poljski kralj Sigismund III. mu novega položaja ni hotel priznati, zato je Mihael vdrl še v Pokutijo, kjer pa ga je zaustavil hetman Stanisław Żółkiewski. Odzval se je poljski kancler in vojskovodja Jan Zamoyski, vdrl v Moldavijo in pri Bukovi (blizu današnjega mesta Ploiești) Mihaela premagal. Septembra 1600 je vrnil Jeremijo na oblast. Prodrl je vse do Donave in v Bukarešti postavil za vlaškega kneza Jeremijevega brata Simona. Tedaj pa je izbruhnila poljsko-švedska vojna (1600-1611) in Poljaki so poslali svojo vojsko na sever. Vseeno se je Jeremija v Moldaviji obdržal vse do svoje smrti leta 1606. Obnovil je samostan Sucevița.
Po Jeremijevi smrti je Habsburžanom naklonjeni poljski magnat Štefan Potocki postavil na moldavski prestol sovjega svaka, Jeremijevega sina Konstantina Movilo (1607), a ga je Habsburžanom nenaklonjeni transilvanski knez Gabrijel Bathori leta 1611 odstranil. Moldavski prestol je s podporo Turkov zasedel Štefan Tomasa (1611–1615 in 1621–1623), moldavski plemič, ki se je kot najemnik boril za različne evropske vladarje in tudi za Turke. Naslednje leto je Potocki posredoval znova, a sta bila Potocki in Konstantin v bitki pri Cornul lui Sas (danes komuna Popricani, Iași; julija 1612) poražena. Konstantin je kot tatarski ujetnik na poti v ujetništvo utonil v Dnestru. Jeremijevi vdovi in njej naklonjenim plemičem je uspelo ob pomoči kozakov Tomaso ponovno zamenjati, to pot z mladim Aleksandrom Movilo (1615). Že avgusta pa je bosanski beglerbeg Iskender-paša premagal njihovo vojsko in Movile so končali kot zaporniki v Konstantinoplu. Hetman Żółkiewski je umiril napetosti in z novim moldavskim knezom Radujem Mihneo (1616-19, 1623-26) sklenil sporazum: Mihnea je prisegel zvestobo poljskemu kralju in obljubil, da tatarskim hordam ne bo dovoljeval prehoda preko svojega ozemlja. Poljsko vmešavanje v moldavske zadeve se je nehalo leta 1620 s poljskim porazom proti Turkom v bitki pri Cecori, ki je pomenila tudi konec vladanja moldavskega kneza Gasparja Grazianija(1619-20).

## Ponovno pod popolnim nadzorom Visoke porte
Obdobje relativnega miru je bilo v času dvajsetletnega vladanja hospodarja albanskega porekla z imenom Vasile Lupu (1634-53). Kot sposoben administrator in finančnik je kmalu postal najbogatejši mož na krščanskem Vzhodu. Dobre odnose s Turki je vzdrževal z bogatimi darili. Prišel pa je v spor z vlaškim knezom Matejem Basarabom in po tretjem porazu proti njemu se mu je plemstvo uprlo in na prestol postavilo njegovega kanclerja Jurija II. Stefana (1553-58), ki ga je podpiral tudi Basarab. Turkom ni bilo všeč Jurijevo sodelovanje s Poljaki. Leta 1658 so nadenj poslali vojsko, ga premagali in zamenjali z Jurijem Giko (1658-59), ustanoviteljem dinastije Gika. V letih 1659 in 1661 je s pomočjo tansilvanskega kneza Jurija I. Rákóczija prestol v Iași dvakrat za krajši čas zavzel Konstantin Șerban (1659, 1661). 
Knez Eustratie Dabija (1661-65) je skušal reševati finančni zlom kneževine, ki je trajal že desetletja, s ponovnim odprtjem kovnice v Suceavi (ki ni delovala že približno od leta 1520), kjer pa ni koval ničvrednega moldavskega denarja, pač pa ponarejene švedske in litovske šilinge in riksdalerje v zelo slabi kvaliteti. Sodeloval je v turških pohodih proti Habsburžanom. Nasledil ga je Jurij Duka (1665-66, 1668-72, 1678-83), po rodu Grk, ki je med svojim tretjim vladanjem z veliko podkupnino dosegel, da ga je sultan Mehmed IV. imenoval za hetmana ozemelj, ki so jih Turki osvojili v Ukrajini. Leta 1683 je sodeloval pri obleganju Dunaja. Po turškem porazu pred Dunajem so plemiči izkoristili njegovo odsotnost, ga odstavili in z dobrodošlico sprejeli Poljake in kozake.
Leta 1712 so Turki zavzeli trdnjavo Hotin. Postala je del obrambnega sistema, ki so ga morali vzdrževati moldavski knezi in tudi območje islamske kolonizacije (skupnost Laz).
Ob koncu 17. stoletja so Habsburžani utrdili svojo oblast v sosednji kneževini Transilvaniji, Peter Veliki pa je z zasedbo Azova in zgraditvijo pristanišča Taganrog vstopil v Črno morje. Pravoslavni vlaški in moldavski knezi so se v boju proti Turkom začeli ozirati po pomoč k novim krščanskim sosedom. Turški sultan Ahmed III. je odstavili moldavskega kneza Mihaia Racovițo, (1703-05, 1707-09, 1716-26) ob njegovem drugem vladanju, ker je iskal pomoč pri Rusih, in ga zamenjal z Grkom Nikolajem Mavrokordatosom.

## Obdobje fanariotov, izguba Bukovine in Besarabije
Prekretnica v politiki postavljanja moldavskih knezov je bilo sodelovanje moldavskega kneza Dimitrija Cantemirja (1693, 1710-11) v rusko-turški vojni (1710-11) na strani Petra Velikega. Odtlej turški sultani niso več zaupali domačim moldavskim (in vlaškim) knezom in so na oba prestola postavljali izključno Grke iz mestne četrti Konstantinopla, ki se je imenovala Fanar; večinoma so bili to potomci družin iz bizantinskega cesarstva. Po ruskem porazu pri Stănilești ob reki Prut (1711) je Ahmed III. zamenjal Cantemirja z Nikolajem Mavrokordatosom. (1709-10, 1711-16); njegovo drugo vladanje štejejo za začetek vladanja fanariotov v Moldaviji.
Fanarioti so zaradi znanja zahodnoevropskih jezikov od sredine 17. stoletja postali tolmači Visoke porte in začeli prevzemati tudi knežje položaje v Vlaški in Moldaviji. Do položajev so večinoma prihajali z visokimi podkupninami, ki so si jih predhodno sposodili in potem z visokimi davki skušali denar upnikom čim prej vrniti (zavedali so se, da njihova oblast ne bo dolgotrajna) ter zase pridobiti čim več bogastva. Romuni so si zato obdobje vladanja fanariotov zapomnili kot obdobje največje korupcije in zlorab položajev, čeprav je tudi res, da so bili mnogi fanarioti izobraženi, sposobni vladarji, ki so težili k napredku in kulturnemu razvoju. Tako je Konstantin Mavrokordatos (10 krat knez Moldavije ali Vlaške) leta 1749 v Moldaviji odpravil tlačanstvo, Aleksander Ipsilantis (1786-88) pa je poskušal reformirati zakonodajo in vpeljati plačane javne službe v prizadevanju, da iz njih izrine plemiče in prepreči odtekanje državnega denarja v privatne žepe; dotlej je bilo namreč donosneje upravljati zemljo kot jo posedovati. Razmeroma moderen zakon Pravilniceasca condică pa je naletel na trdovraten odpor zbora plemičev (divana), ki ga je sestavljalo 80 % predstavnikov lokalnih rodbin, ki so blokirale napredne spremembe in ohranjale stare davčne izjeme. V času fanariotov se je razvrstilo v Moldaviji in Vlaški 31 knezov iz 11 rodbin, mnogi tudi po večkrat, izmenoma v Moldaviji in Vlaški ali v obeh hkrati.
Po prvi delitvi Poljske (1772) so Habsburžani zase zahtevali severozahodni del Moldavije, ki je postal znan kot Bukovina, in ga leta 1775 tudi dobili. Poleg izgube ozemlja je bila to za Moldavijo velika izguba v trgovini z govedom, saj je bilo območje na trgovski poti v srednjo Evropo. Z mirom v Küçük Kaynarci (1774) je Rusija dobila dovoljenje, da intervenira v prid turških podložnikov pravoslavne vere. Odtlej so postale zlorabe turških oblasti manj pogoste in pretirano zviševanje davkov nemogoče.
Z mirom v moldavski prestolnici Iași (1792), po rusko-turški vojni, je morala Turčija Rusiji prepustiti Jedisan (zgodovinska pokrajina na severni obali Črnega morja imenovana tudi Zahodni Nogai), kar je Rusijo pripeljalo na moldavsko mejo. Po naslednji vojni (1806-12) je Moldavija izgubila svoj vzhodni del med rekama Prut in Dnester, ki je dobil ime Besarabija in je bil z mirom v Bukarešti dodeljen Rusiji.

## Ruski protektorat, kvaziustava
Vladavina fanariotov se je uradno končala leta 1821, ko je na začetku grške vojne za neodvisnost Moldavijo zavzela tajna organizacija Filiki Eteria. Turško maščevanje, ki je sledilo, je prineslo vladavino prvega (po Grkih) domorodnega vladarja, to je bil Ioniță Sandu Sturdza (1822–1828). Po rusko-turški vojni (1828-29) je Rusija zasedla Moldavijo in Vlaško, ki pa nista bili izvzeti iz turške oblasti (zasedba, ki naj bi trajala do povračila vojne škode, je trajala do leta 1854). Začela se je vojaška okupacija pod poveljstvom grofa Pavla Kiseljova. Nova oblast je Moldaviji in Vlaški prinesla kvaziustavni zakon (regulamentul organic), ki je delno potrdil tradicionalno oblast, definiral ruski protektorat in kljub konservativnosti pomeni začetek reform v smeri zahodnega sveta; to je tudi prvi dokument, ki je obravnaval obe kneževini skupaj. Po letu 1829 so v deželo začeli imigrirati aškenaški judje iz habsburškega Galicije in Lodomerije in iz Rusije.
Prvi moldavski hospodar po ustavnem zakonu je bil Mihail Sturdza (1834–1849), ki je bil ambivalenten: v vnemi, da bi zmanjšal zlorabo položajev, je vpeljeval reforme (odprava suženjstva, sekularizacija, ekonomska obnova), a splošno mnenje je bilo, da skuša okrepiti svojo moč nad novo ustanovljeno skupščino. Bil je pristaš romunskega romantičnega nacionalizma. Podpiral je povezavo z Vlaško, leta 1847 je kneževini povezal v carinsko unijo. Podpiral je radikalne projekte nižjega plemstva. Kljub temu je v zadnjih dneh marca 1848 s precej nasilja zadušil poskus moldavske revolucije. Leta 1853 je knez Jurij Aleksander Gika (1849–1853, 1854–1856) dovolil izgnanim revolucionarjem povratek v domovino, kar je pripeljalo do ustanovitve narodne stranke, čezmejne skupine radikalnih podpornikov zveze med kneževinama, ki se je zavzemala za eno državo pod tujo dinastijo.

## Združitev s kneževino Vlaško
Ruska nadvlada se je uradno nehala po krimski vojni s pariškim mirom leta 1856. Kneževini Moldavija in Vlaška sta nazivno sicer še vedno ostali pod turško oblastjo, zagotovljeni pa sta jima bili neodvisni ustavi in narodni skupščini, ki naj bi ju nadzorovale v vojni zmagovite sile (Velika Britanija, Avstrijsko cesarstvo, Francija, kraljevina Piemont-Sardinija in Prusija). Rusija je Moldaviji vrnila velik del južne Besarabije, vključno Budžak.
Avstrijci in Turki so nasprotovali združitvenemu programu narodne stranke. Vendarle pa so velike sile kneževinama dovolile, da sestavita ad-hoc skupščini, ki naj bi odločili o novem ustavnem okviru. Pokazalo se je, da ima ideja o združitvi v liberalno in nevtralno državo ogromno podporo. Po nadaljnjih sestankih med voditelji skrbniških držav je bil dosežen dogovor (pariška konvencija), ki je podprl omejeno unijo z ločenima vladama in prestoloma. Ni pa bilo opredeljeno, ali sme oba prestola zasedati ista oseba ali ne, kar je narodni stranki (partida națională) omogočilo, da je na oba prestola kandidirala Aleksandra Ivana Cuzo. 17. januarja (po novem koledarju) 1859 je volilno telo v moldavski prestolnici Iași izvolilo Cuzo za kneza Moldavije. Po nekaj tednih je na pritisk ulice tudi mnogo konservativnejše volilno telo v Bukarešti izvolilo Cuzo za kneza Vlaške. Kneževini je tako povezovala personalna unija. Natančno tri leta kasneje (5 februarja 1862) in po številnih diplomatskih posredovanjih je bila ustanovljena država, imenovana »Združeni romunski kneževini«, ki pa je bila formalno še vedno turški vazal. Cuza je postal, po romunsko, dominator.
Uprava Aleksandra Ivana Cuze (1859–64), je sprejela vrsto reform, vključno sekularizacijo cerkvene zemlje, vpeljavo brezplačnega osnovnega šolstva, reformo civilne in kazenske zakonodaje po francoskem vzoru, zemljiško reformo v omejenem obsegu in reformo vojske. Zlasti pri zemljiški reformi je prišel Cuza navzkriž s konservativci in liberalci, ki so zastopali interese nekdanjih velikih posestnikov. Po državnem udaru, februarja 1866, je bil Cuza prisiljen odstopiti. Vladajoča koalicija je na prestol poklicala princa Karla iz nemške rodbine Hohenzollern-Sigmaringen. Pod njegovim vladanjem se je držav leta 1877 z rusko pomočjo osvobodila odvisnosti od Turčije in leta 1881 proglasila za kraljevino Romunijo s prvim kraljem Karlom I. S tem je kneževina Moldavija tudi uradno prenehala obstajati.